# 4515-ös mellékút (Magyarország)
A 4515-ös számú mellékút egy bő 4 kilométer hosszú, négy számjegyű mellékút Jász-Nagykun-Szolnok vármegye területén; Tiszainoka és a 44-es főút között biztosít közlekedési kapcsolatot. Korábbi nyomvonala bizonyára módosulni fog a kezdőpontját és kezdeti szakaszait illetően is, az M44-es autóút építkezése miatt, annak átadását követően.

## Nyomvonala
A 44-es főútból ágazik ki, annak 37+150-es kilométerszelvénye közelében, Tiszakürt területén. Északkelet felé indul, és mintegy 800 méter után eléri a község belterületének déli szélét, ahol a Petőfi utca nevet veszi fel. A központban, 1,4 kilométer után egy elágazáshoz ér: a 4514-es út indul ki belőle kelet-délkeleti irányban, Bogarasszőlő településrész és Csépa felé. Innen a Fő utca nevet viseli, majd a falu északi szélén, 2,1 kilométer megtételét követően újabb elágazása jön: a tovább egyenesen, kelet felé haladó út a 46 144-es számozást viseli – ez a 4633-as úttal, a 442-es főút régi, településeken átvezető nyomvonalával köti össze Tiszakürtöt –, a 4515-ös út pedig észak felé folytatódik. 3,3 kilométer után átlép Tiszainoka területére, és még a legelső házai elérése előtt véget is ér, beletorkollva a 46 145-ös számú mellékútba: egyenes irányban, északkelet felé ez vezet tovább a faluba annak főutcájaként, északnyugat felé pedig a tiszakécskei komp felhajtójához.
Teljes hossza, az országos közutak térképes nyilvántartását szolgáló kira.gov.hu adatbázisa szerint 4,271 kilométer.

## Települések az út mentén
- Tiszakürt
- Tiszainoka